# 橋本久太夫
橋本 久太夫（はしもと きゅうだゆう、生没年不詳）は、幕末の志士、海援隊隊士。
越後国の出身。元は江戸幕府の軍艦船員であったが、同僚と喧嘩をして出奔し、その際に坂本龍馬に助けられた。以降、龍馬とともに亀山社中に属し、桜島丸の水夫頭を勤めた。慶応2年（1866年）大洲藩のいろは丸運用方として派遣されている。慶応3年（1867年）、イギリス人殺傷事件で他の隊士とともに疑われたが、疑いを晴らすことに成功している。維新後は東京府に住んだ。
大酒飲みであったが、航海術に優れていた。また大坂と長崎から妻を取ったが、竜馬の妻・お龍に一人にするように諭され、長崎の妻に帰路の金を渡して去らせたという。